# جوزجان (داراب)
جوزجان یک منطقهٔ مسکونی در ایران است که در استان فارس واقع شده‌است. براساس سرشماری مرکز آمار ایران در سال ۱۳۹۵، جوزجان ۹۲۵ نفر جمعیت دارد.